# Sphinx vancouverensis
Sphinx vancouverensis är en fjärilsart som beskrevs av Edwards 1874. Sphinx vancouverensis ingår i släktet Sphinx och familjen svärmare. Inga underarter finns listade i Catalogue of Life.